# 足立区立谷中中学校
足立区立谷中中学校（あだちくりつ やなかちゅうがっこう）は、東京都足立区に所在する公立中学校。

## 沿革
- 1978年（昭和53年） - 足立区の定例議会にて学校設立が決定する[1]
- 1979年（昭和54年）4月1日 - 開校[2]